# Мікст (музика)
Мікст — (лат. mixtus — мішаний) — регістр співацького голосу, в якому поєднуються т.з. «головне» та «грудне» звучання. З фізіологічного погляду мікст пояснюється перебудовою однофазовоі схеми надходження звукових імпульсів (частотою до 500 Гц) від головного мозку до голосових зв'язок на двофазову (частотою до 1000 Гц) і т. д. Висококваліфіковані співаки володіють мікстовим звучанням у межах усього діапазону, що дозволяє вважати звучання такого голосу «єдинорегістровим» (М. Микиша). Володіння мікстом є свідченням високого рівня вокальної майстерності і, здебільшого, результатом
тривалого навчання, оскільки голоси, від природи обдаровані мікстом, зустрічаються надто
рідко.

## Джерело
- Юрій Юцевич. Музика: словник-довідник. — Тернопіль, 2003. — 404 с. — ISBN 966-7924-10-6. (html-пошук по словнику, djvu)